# 子持伊熊テレビ中継局
子持伊熊テレビ中継局（こもちいくまテレビちゅうけいきょく）は、群馬県渋川市の旧北群馬郡子持村域に置かれているテレビ中継局。

## 概要
- 当中継局は、渋川市赤城町津久田に置かれ、旧子持村域の一部へ電波を発射している。

## 送信施設概要

### デジタルテレビ放送
| リモコンキーID | 放送局名          | 物理チャンネル | 空中線電力 | ERP  | 放送対象地域 | 放送区域内世帯数 |
| 1              | NHK前橋総合テレビ | 20ch           | 10mW       | 42mW | 群馬県       | 176世帯          |
| 2              | NHK東京教育テレビ | 49ch           | 10mW       | 39mW | 全国         | 176世帯          |
| 3              | GTV群馬テレビ     | 47ch           | 10mW       | 39mW | 群馬県       | 176世帯          |
| 4              | NTV日本テレビ     | 14ch           | 10mW       | 42mW | 関東広域圏   | 176世帯          |
| 5              | EXテレビ朝日      | 17ch           | 10mW       | 42mW | 関東広域圏   | 176世帯          |
| 6              | TBSTBSテレビ      | 15ch           | 10mW       | 42mW | 関東広域圏   | 176世帯          |
| 7              | TXテレビ東京      | 18ch           | 10mW       | 42mW | 関東広域圏   | 176世帯          |
| 8              | CXフジテレビ      | 16ch           | 10mW       | 42mW | 関東広域圏   | 176世帯          |

- 2010年10月8日に予備免許が交付、11月26日に予備免許交付、11月29日に本放送開始。
- NHK前橋放送局総合テレビは、2012年4月1日から実施。

### アナログテレビ放送
| 放送局名          | チャンネル | 空中線電力          | ERP                  | 放送対象地域 | 放送区域内世帯数 |
| GTV群馬テレビ     | 31ch       | 映像100mW /音声25mW | 映像420mW /音声105mW | 群馬県       | 約200世帯        |
| NHK東京総合テレビ | 35ch       | 映像100mW /音声25mW | 映像420mW /音声105mW | 関東広域圏   | 約200世帯        |
| CXフジテレビ      | 41ch       | 映像100mW /音声25mW | 映像420mW /音声105mW | 関東広域圏   | 約200世帯        |
| NHK東京教育テレビ | 51ch 33ch  | 映像100mW /音声25mW | 映像420mW /音声105mW | 全国         | 約200世帯        |
| NTV日本テレビ     | 53ch 37ch  | 映像100mW /音声25mW | 映像430mW /音声105mW | 関東広域圏   | 約200世帯        |
| TBSTBSテレビ      | 55ch 39ch  | 映像100mW /音声25mW | 映像430mW /音声105mW | 関東広域圏   | 約200世帯        |
| EXテレビ朝日      | 57ch 43ch  | 映像100mW /音声25mW | 映像430mW /音声105mW | 関東広域圏   | 約200世帯        |
| TXテレビ東京      | 59ch 45ch  | 映像100mW /音声25mW | 映像430mW /音声105mW | 関東広域圏   | 約200世帯        |

- 赤数字chは、2004年1月5日から1月20日に実施された｢アナアナ変換｣実施前のチャンネル。
- 2011年7月24日をもってすべて廃止された。

## 中継局置局住所
- 渋川市赤城町津久田字桜木